# Opas
Opas is een geslacht van spinnen uit de  familie van de Tetragnathidae (Strekspinnen).

## Soorten
- Opas caudacuta (Taczanowski, 1873)
- Opas caudata (Mello-Leitão, 1944)
- Opas lugens O. P.-Cambridge, 1896
- Opas melanoleuca (Mello-Leitão, 1944)
- Opas paranensis (Mello-Leitão, 1937)
- Opas trilineata (Mello-Leitão, 1940)